# Dimmer

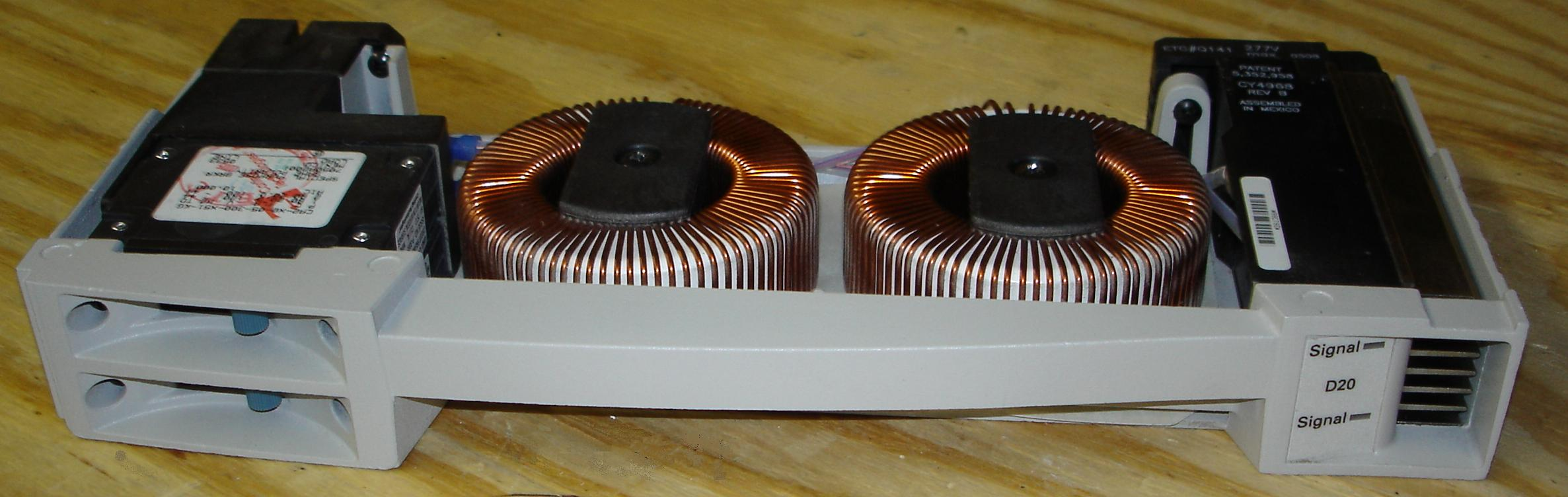
Exempel på dubbel dimmer

Dimmer är en apparat konstruerad av amerikanen Joe Spira (1927–2015) år 1959 för att variera ljusstyrka i elektrisk belysningsarmatur. Genom att minska eller öka RMS-spänningen och därmed medeleffekten till lampan är det möjligt att variera intensiteten på ljuseffekten. Även om varierbara spänningskällor används för olika ändamål, brukar termen dimmer vanligen avse ändamålet att styra ljuskällor.
För hemmiljö måste man vid köp och installation av dimmer, köpa en tillräckligt kraftfull dimmer som passar eventuell befintlig transformator av vanlig typ _eller_ som passar eventuell befintlig så kallad elektronisk transformator, samt klargöra om de aktuella lamporna är vanliga glödlampor, dimmerbara halogenlampor, LED-lampor, eller eventuellt någon annan typ av lampor (och självfallet även lampornas spänning och effekt).

## Halvledardimmer

Elektriskt schema för en typisk SCR baserad ljusdimmer

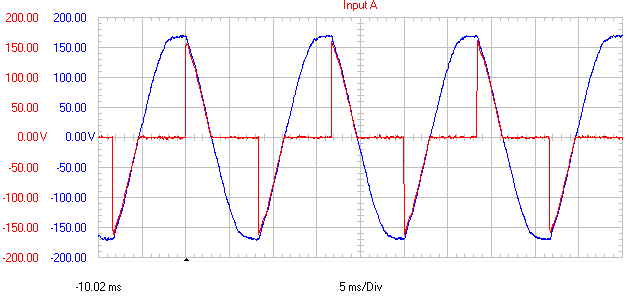
Vågform av utgångsspänningen från en tyristordimmer inställd för 60 V RMS ut, med 120 V in. Den röda grafen visar hur utgångsenheten slår på cirka 5.5 ms efter den ingångspänningen (blått) korsar nollstrecket. Genom att slå på tyristorn tidigare i halvcykeln ger en högre utgångsspänning och därmed ljusare belysning.

Rent tekniskt brukar dimrar fungera genom principen att endast släppa igenom delar av sinusvågen från elnätet.  Två tekniker används; framtändning som slår av efter att en sinusvåg påbörjats och baktändning som slår på efter påbörjad sinusåg.  Halvledare såsom TRIAC, IGBT eller MOSFET används ofta för att åstadkomma denna funktion.
Sinusvågdimmer är en lovande teknik för lösa vikt- och störningsproblemen med tyristorbaserade dimmers.  Dessa är i stort sett en kraftig Switching Mode Power Supply (SMPS) nätdel.  De är uppbyggda av en ny generation av IGBT som dock fortfarande är relativt dyra (2004).